# Campylocera longicornis
Campylocera longicornis är en tvåvingeart som beskrevs av Wulp 1885. Campylocera longicornis ingår i släktet Campylocera och familjen Pyrgotidae. Inga underarter finns listade i Catalogue of Life.